# Bus Stop (banda)
Bus Stop foi um ato de dança britânico composto por Darren Sampson (conhecido como Daz Sampson), ao lado de Graham Turner, Mark Hall e Nikki Reid (Lane). Foi formado em 1998 e teve uma sequência de singles de sucesso antes de se desfazer em 2002. O principal vocalista, Daz Sampson, passou por uma carreira musical de sucesso, inclusive representando a Grã-Bretanha em 2006 no Festival Eurovisão da Canção.

## Estilo
A banda ficou mais conhecida por seus remixes de dança de sucessos bem conhecidos, e alguns dos remixes muitas vezes apresentavam os próprios artistas originais convidados para participar nas novas gravações. Desta forma, Bus Stop foi capaz de trazer de volta muitos sucessos antigos para as paradas com novos arranjos cativantes e aceleraram músicas e misturas. Em muitas gravações, Daz Sampson, o principal vocalista da banda, gostaria de acrescentar algumas sequências de rap também.

## Carreira
A partir de 1998, Bus Stop teve uma sequência de secessos e são mais conhecidos por seu single de grande sucesso de 1998, "Kung Fu Fighting", sendo o sucesso original atingido em 1994 ao alcançar o número um no Reino Unido. Bus Stop fez uma modificação da canção original, apresentando os vocais do próprio artista original, Carl Douglas. A canção de amostragem adicionou letra original de rap, um estilo que eles iriam utilizar em sucessos posteriores também. O single alcançou o número oito na parada musical UK Singles Chart em junho de 1998.
Após o sucesso de "Kung Fu Fighting", o grupo lançou mais três modificações, "You Ain't Seen Nothin' Yet" que contou com participação de Randy Bachman; versão dançante de "Jump" do Van Halen; e "Get It On" que contou com T. Rex.
Outros sucessos incluem modificações de "Footloose" (originalmente por Kenny Loggins) e "Na-Na" (sucesso originalmente de Steam chamado "Goodbye", popularmente conhecido como "Na Na Hey Hey Kiss Him Goodbye"). Bus Stop também lançou "Kick the Can", "Swing It", "One Two (Little Bitch)" e "Long Train Runnin'".
Além de seus singles, a banda foi destaque em muitas faixas da série Dancemania. O grupo se desfez em 2002.

## Após o rompimento
Membro da banda e principal vocalista da Bus Stop, Daz Sampson, desde então passou a representar o Reino Unido no Festival Eurovisão da Canção 2006 com "Teenage Life". Ele também tem desfrutado de uma carreira próspera e tem tido sucesso nas paradas como parte de Fraud Squad (com JJ Mason), Rikki & Daz (com Ricardo Autobahn, nome verdadeiro John Matthews), com Barndance Boys (também com Matthews) e, muito notavelmente, em Uniting Nations (com Paul Keenan).

## Membros
- Darren Sampson
- Graham Turner
- Mark Hall
- Nikki Reid (Lane)

## Na cultura popular
Muitas das canções de Bus Stop foram apresentadas na série popular do jogo eletrônico Dance Dance Revolution, incluindo "Kung Fu Fighting", "Kick the Can", "Swing It", "One Two (Little Bitch)", "Na-Na", "Swing It" e "Long Train Runnin'".

## Discografia

### Álbuns
- Ticket to Ride (1998)[1]
- Get It On (2000)[2]
- Bustin' Rhymes & Melodies (2002)[3]

### Singles
| Ano  | Single                                           | UK Singles Chart | UK Download Chart | Associação Irlandesa da Música Gravada | Notas                                          |
| ---- | ------------------------------------------------ | ---------------- | ----------------- | -------------------------------------- | ---------------------------------------------- |
| 1998 | "Kung Fu Fighting" (com Carl Douglas)            | 8                | -                 | -                                      | Originalmente por Carl Douglas                 |
| 1998 | "You Ain't Seen Nothin' Yet" (com Randy Bachman) | 22               | -                 | -                                      | Originalmente por Randy Bachman                |
| 1999 | "Jump"                                           | 23               | -                 | -                                      | Originalmente por Van Halen                    |
| 2000 | "Get It On" (com T. Rex)                         | 59               | -                 | -                                      | Originalmente por T. Rex                       |
| 2000 | "One Two (Little Bitch)"                         | -                | -                 | -                                      | Modificação de "Little Bitch" por The Specials |
| 2000 | "Footloose"                                      | -                | -                 | -                                      | Originalmente por Kenny Loggins                |
| 2001 | "Kick the Can"                                   | -                | -                 | -                                      |                                                |
| 2001 | "Na-Na"                                          | -                | -                 | -                                      | Modificação de "Goodbye" por Steam             |
| 2001 | "Swing It"                                       | -                | -                 | -                                      |                                                |
| 2001 | "Long Train Runnin'"                             | -                | -                 | -                                      | Originalmente por The Doobie Brothers          |

## Aparições de compilação

### Dancemania
- Dancemania Delux 3 (1999) com "Jump"
- Dancemania Speed 2 (1999) com "Jump"
- Dancemania X1 (1999) com "Jump"
- Dancemania Delux 4 (2000) com "Kick The Can"
- Dancemania Euro*Mix Happy Paradise (2000) com "Na-Na (B4 Za Beat Mix)"
- Dancemania Speed Best 2001 Hyper Nonstop Megamix (2000) com "Jump (Fast Mix)" e "Kick The Can (Hyper KCP Mix)"
- Dancemania BASS #8 (2000) com "Rock You"
- Dancemania 21 (2001) com "Long Train Runnin'"
- Dancemania Bass #10 Super Best 1998-2001 (2001) com "Kung-Fu Fighting (Miami Booty Mix)"
- Dancemania Speed 7 (2001) com "Footloose (Hyper Mix)"
- Dancemania X8 (2001) com "Footloose"
- Classical Speed 1 (2002) com "Orphee Aux Enfers [Kick The Can]"
- Dancemania 22: Energy Overload (2002) com "Owner of A Lonely Heart"
- Dancemania Best Yellow (2002) com "Jump" e "Long Train Runnin'"
- Dancemania Speed 8 (2002) com "Long Train Runnin' (Ventura Mix)"
- Dancemania Speed 9 (2002) com "Na-Na (KCP Remix)"
- Dancemania EX2 (2003) com "Let The Music Play"
- Dancemania Hyper Delux (2003) com "Long Train Runnin'"